# Yannis Kakridis
Yannis Kakridis oder Ioannis Kakridis (griechisch Ιωάννης Κακριδής, * 14. März 1964 in Tübingen) ist ein deutscher Slawist.

## Leben und Wirken
Kakridis studierte Slawische Philologie, Byzantinistik und Germanistik an den Universitäten Bonn, Köln und München. Er promovierte 1988 und habilitierte sich 1995.
Kakridis führte Studien- und Forschungsaufenthalte in Sofia, Belgrad und Moskau durch und war in den Jahren 1997–1998 als Feodor-Lynen-Stipendiat der Alexander von Humboldt-Stiftung an der UC Berkeley tätig. Derzeit lehrt er am Institut für slawische Sprachen und Literaturen der Universität Bern und an der Universität Freiburg.
Kakridis’ Forschungsinteressen liegen im Bereich des älteren slawischen Schrifttums und der slawischen Sprachwissenschaft.

## Publikationen
- Codex 88 des Klosters Dečani und seine griechischen Vorlagen. Ein Kapitel der serbisch-byzantinischen Literaturbeziehungen im 14. Jahrhundert. Otto Sagner, München 1988 (Slavistische Beiträge. Bd. 233). (Dissertation)
- Wortbildung und Kategorisierung. Am Beispiel der desubstantivischen Wortbildung des Russischen. Otto Sagner, München 1999, ISBN 3-87690-727-6 (Slavistische Beiträge. Bd. 376; online).
- Barlaam von Kalabrien, Gegen die Lateiner. Edition der serbisch-kirchenslavischen Übersetzung nach der Handschrift Decani 88. In: Hilandarski zbornik. Bd. 11 (2004), S. 181–226.